# Praça dos Restauradores

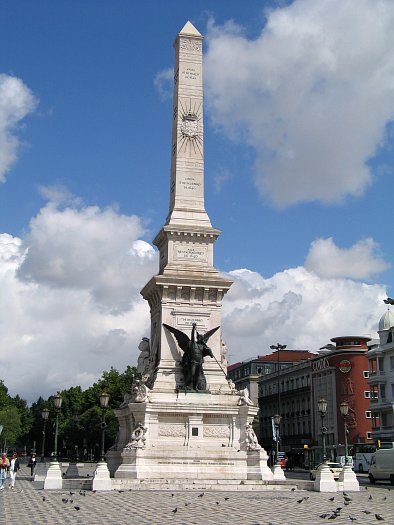
De obelisk op het Praça dos Restauradores in Lissabon.

Praça dos Restauradores is een plein in het centrum van Lissabon in Portugal. Het plein ligt aan het begin van de Avenida da Liberdade, bijna aan het hoofdplein Rossio vast. 
Het plein is opgericht ter herinnering aan de onafhankelijkheid van Portugal in 1640, na 60 jaar van overheersing door Spanje. De obelisk in het midden van het plein werd in 1886 gebouwd, en in de obelisk staan de namen en data die te maken hebben met de Portugese Restauratieoorlog. 